# 러시아 프리미어리그컵
러시아 프리미어리그컵은 러시아의 축구 리그컵이다.
러시아 프리미어리그에 속한 16팀이 참가하며 결승전을 포함한 모든 경기가 2차전으로 진행되었다. 우승팀에게는 UEFA 컵 진출권 등의 특별한 혜택이 없었으며 국가대표팀 경기가 있는 날에만 경기가 진행되었다. 이러한 이유로 대부분의 팀이 1군 선수들을 출전시키지 않고 후보 선수들을 출전시켰다. 그 결과 큰 인기를 끌지 못하고 첫 대회인 2003년을 끝으로 폐지되었다.
결승전에서 합계 5-2로 FC 체르노모레츠 노보로시스크에게 승리한 FC 제니트 상트페테르부르크만이 유일한 이 대회의 우승팀이다.

## 결승
| 시즌 | 1차전 홈팀                 | 결과 (합계) | 2차전 홈팀                   | 1차전 | 2차전 |
| ---- | -------------------------- | ----------- | ---------------------------- | ----- | ----- |
| 2003 | FC 제니트 상트페테르부르크 | 5-2         | FC 체르노모레츠 노보로시스크 | 3-0   | 2-2   |